# Sarukhan
Sarukhan (en arménien Սարուխան ; anciennement Dalighardash) est une communauté rurale du marz de Gegharkunik, en Arménie. Elle compte 8 379 habitants en 2008.